# 2-я Краинская лёгкая пехотная бригада
2-я Краинская лёгкая пехотная бригада (серб. Друга крајишка лака пешадијска бригада) — воинское формирование Армии Республики Сербской, легкопехотная бригада в составе 1-го Краинского корпуса.

## История
Образована 18 сентября 1991 года  в Западной Славонии, ещё подчиняясь тогда Югославской народной армии. Оставалась там до 12 июля 1992 года. После ухода из Западной Славонии участвовала в обеспечении «коридора жизни» в рамках операции «Коридор». Всего в бою находилась в течение 1700 дней.
В ходе войны сквозь ряды бригады прошли 23 тысячи человек, из них 223 погибли, 1700 были ранены, 11 пропали без вести. В местечке Раковичке-Баре находится кладбище и памятник всем погибшим солдатам.